# Intelsat 3R
Intelsat 3R – satelita telekomunikacyjny należący do operatora Intelsat, międzynarodowego giganta w tej dziedzinie, który od 1965 roku wyniósł na orbitę przeszło 80 satelitów. Pierwotnie nazywał się PanAmSat 3R (PAS-3R) i należał do operatora PanAmSat, który w 2006 roku został przejęty przez Intelsat. Nową nazwę otrzymał 1 lutego 2007.
Satelita został wyniesiony na orbitę 13 stycznia 1996 o 23:10 UTC. Został umieszczony na orbicie geostacjonarnej (nad równikiem), na pozycji 43,1. stopnia długości geograficznej zachodniej. Nadawał sygnały stacji telewizyjnych (również wysokiej rozdzielczości), radiowych oraz dane (dostęp do Internetu) do odbiorców głównie w Europie, poza tym był wykorzystywany do przekazów telewizyjnych. Z tej samej pozycji nadaje także satelita Intelsat 11 (pasmo C), który nadaje w rozproszonych wiązkach do odbiorców w obu Amerykach, Europie oraz w Afryce.
Intelsat 3R zakończył pracę we wrześniu 2011 i obecnie znajduje się na orbicie cmentarnej (kilkaset km nad orbitą geostacjonarną).